# مرد
مَرد، یک انسان بالغ نر است. عموماً پسری را که دوران بلوغ و نوجوانی خود را تمام کرده‌است و به سنی که در اکثر فرهنگ‌ها و جوامع، معمولاً ۱۸ سالگی می‌باشد، برسد را مرد می‌نامند؛ اما این تعریف می‌تواند در ‌هر فرهنگ، جامعه، تمدن یا قانون، متفاوت باشد. به‌طور معمول، یک مرد توانایی باروری دارد. به مرد دارای فرزند، پدر گویند. در زبان فارسی، واژه «آقا» برای اشاره محترمانه به مرد کاربرد یافته است.

## ریشه‌شناسی
واژهٔ مَرد از پارسی کهن martiya گرفته شده و با کلمه مُردن هم‌ریشه است.

## زیست شناختی و جنس

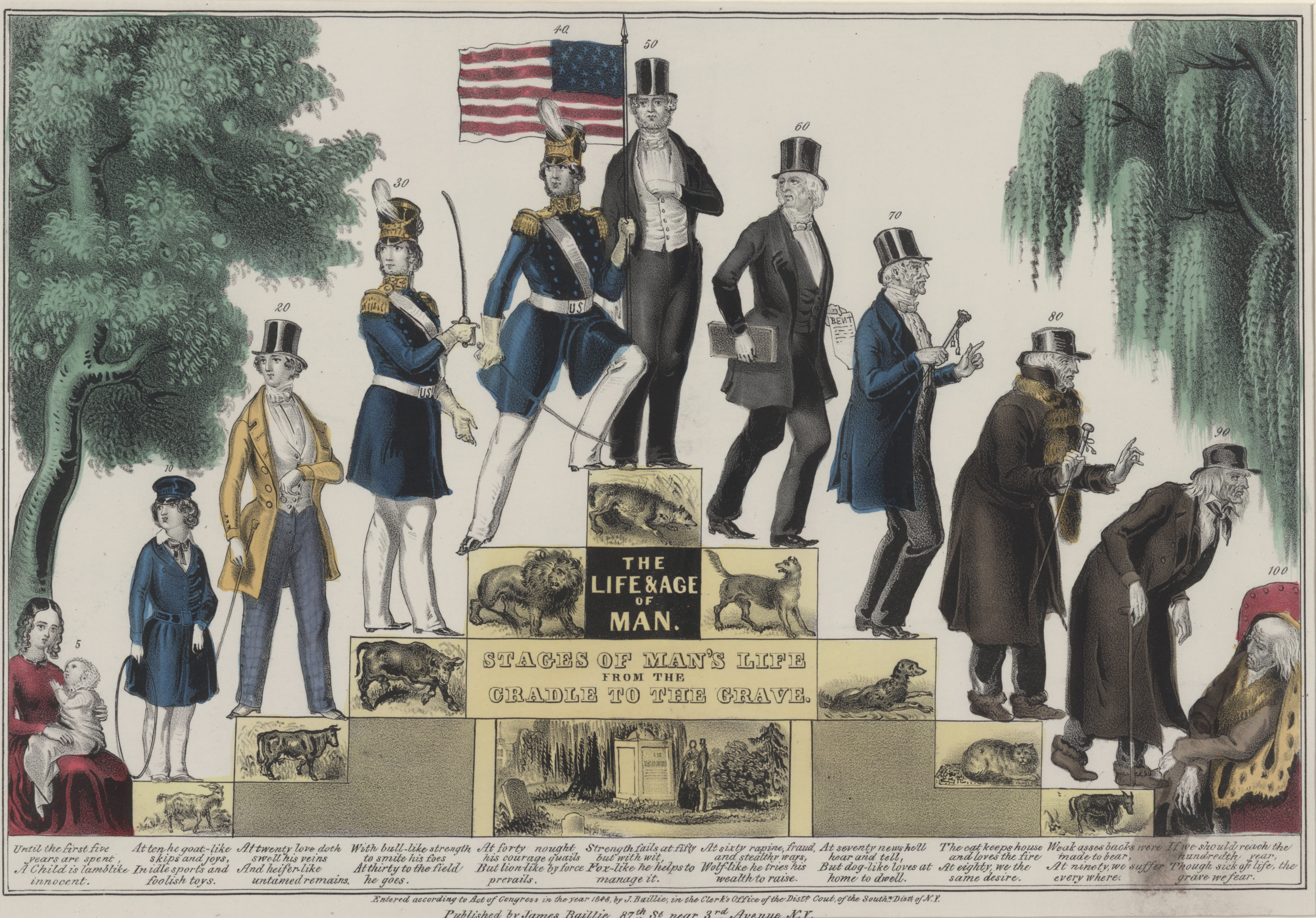
مراحل سن و زندگی مردان

نشانه‌های بلوغ جنسی در مردان، عبارت‌اند از:
1. رشد بیضه‌ها، برون‌ریزی هورمون‌های جنسی و افزایش تولید اسپرم
2. رشد آلت تناسلی
3. رویش مو‌های صورت (ریش و سبیل)
4. رویش مو در نواحی شرمگاه و کنار اندام‌های جنسی
5. رویش مو در زیر بغل و دیگر بخش‌های بدن
6. دگرگونی در صدا و بم شدن آن
7. رشد فیزیکی بدن و دگرگونی‌های فیزیکی دیگر

## ویژگی‌ها

### ویژگی‌های باطنی
از زمان‌های گذشته تا به امروز مرد بودن را شامل صفاتی می‌دانند که مخصوص مردان است و در زنان و کودکان مشاهده نمی‌شود. معمولاً از این صفات با عناوینی مثل مردانگی یاد می‌کنند.

### ویژگی‌های فیزیکی
|                           |  |  |
| روبه‌رو و پشت یک انسان مرد |  |  |

مردان به صورت ژنتیکی و در گوناگونی‌های آماری، نسبت به زنان از بدنی عضلانی و قوی‌تر برخوردار هستند.
تفاوت‌های کلی فیزیکی مردان شامل داشتن قدی بلندتر، تراکم استخوانی بیشتر و بدنی عضلانی‌تر است.
همین‌طور بزرگ بودن اندازه دست و پا نسبت به زنان.

#### دستگاه تناسلی
به آلت تناسلی مردانه کیر گفته می‌شود. در زیر آن بیضه قرار دارد. در پیرامون آلت مردی جاهای حساسی وجود دارند که تحریک آن‌ها باعث تحریک فرد می‌گردد. در اوج لذت جنسی و ارگاسم، از آلت منی و اسپرم خارج می‌شود که در صورت ورود به واژن زن، می‌تواند موجب باردار‌ شدن زن شود. از آلت مردی به جز آمیزش جنسی، برای خودارضایی و بیرون ریختن پیشاب نیز به کار می‌رود.

#### خصوصیات کروموزمی

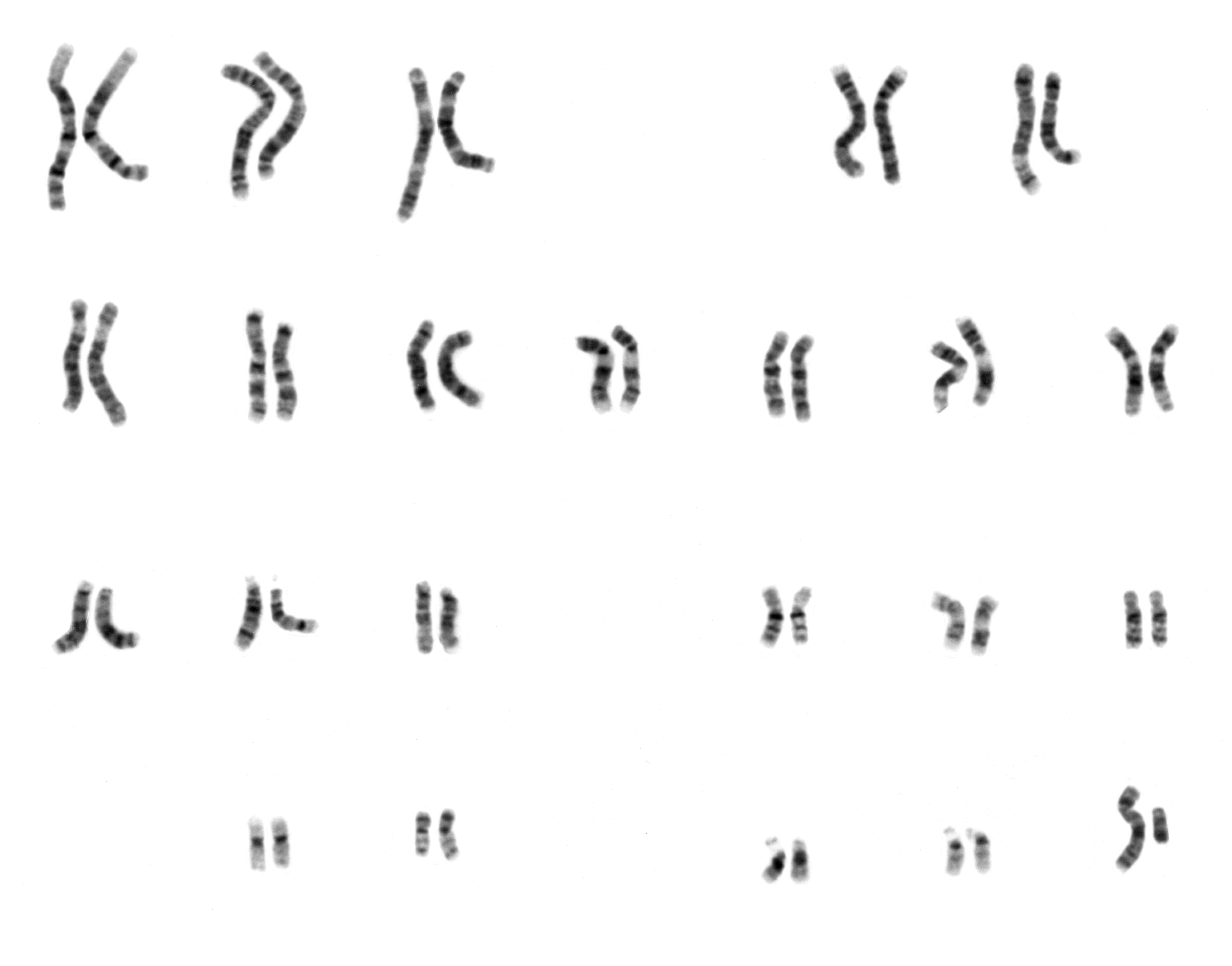
تصویری از کروموزوم‌های یک مرد

از خصوصیات کروموزوم‌های انسانهای عادی، دارا بودن ۲۲ جفت کروموزوم غیر جنسی و ۱ جفت کروموزوم جنسی می‌باشد. کروموزوم‌های جنسی مردان طبیعی از یک کروموزوم X و یک کروموزوم Y و با این دو کروموزوم تعداد کروموزوم‌ها به ۴۶ عدد می‌رسد.

#### بیماری‌ها
به‌طور کلی بیماری‌های مردان از زنان بیشتر است. در مقایسه با زنان، مردان بیماری مخصوص مردانه بیشتری دارند. برای مثال سرطان پروستات یک نوع از سرطان است که فقط مردان به آن مبتلا می‌شوند. مردان عمدتاً عمر کمتری نسبت به زنان را دارا می‌باشند.

## مشخصات جنسی

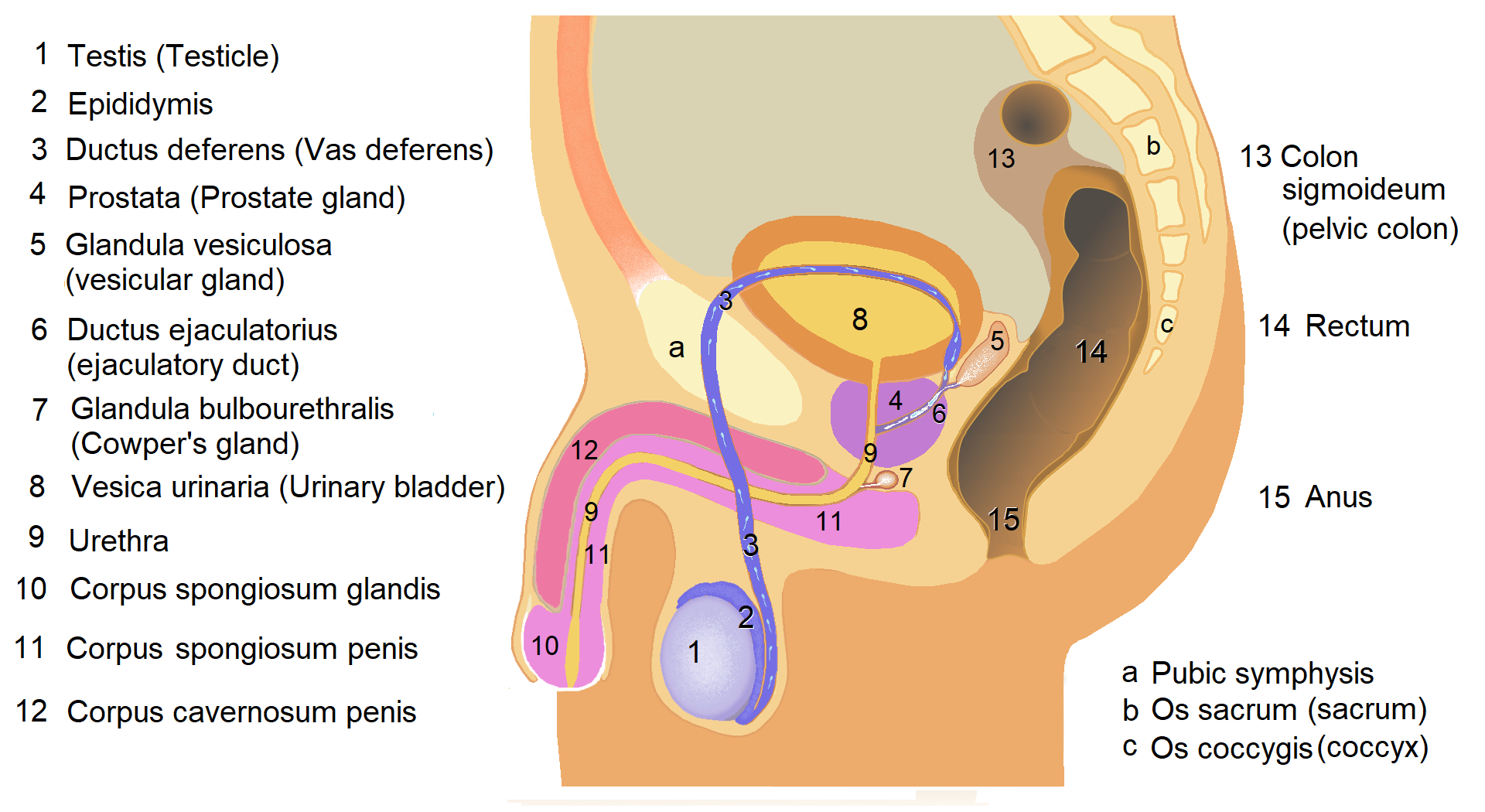
تصویری از آناتومی آلت تناسلی مردانه.

مرد و شکل بالغ نشده آن یعنی پسر، بیضه و آلت تناسلی دارند و وقتی پسر بالغ می‌شود به مرد تبدیل شده و توانایی باروری جنسی دارد و آلت و بیضه‌های آن رشد می‌کنند.
هنگامی که یک پسر بالغ شود می‌تواند ماده‌ای به نام اسپرم تولید کند که به‌وسیله این ماده توانایی بارور کردن را دارد.

### هورمون جنسی
هورمونی که عامل بلوغ جنسی در مردان می‌باشد تستوسترون نامیده می‌شود.
این هورمون در بدن هر دو جنس وجود دارد ولی به دلیل نسبت حدوداً ۱ به ۵۰ آن در مردان، "هورمون مردانه" نام گرفته است.

## در فرهنگ

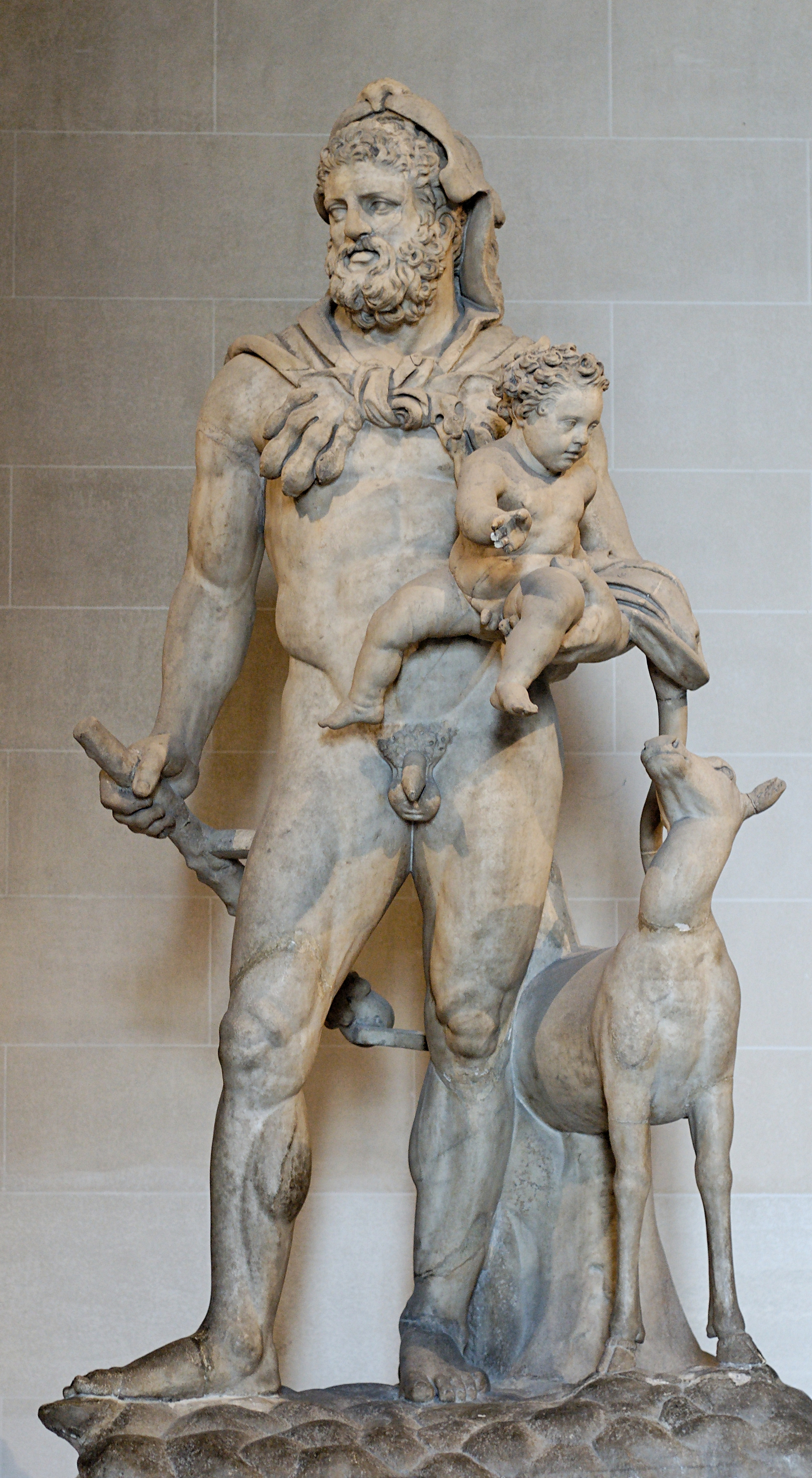
مجسمه هرکول

در بسیاری از فرهنگ‌ها، مرد وظیفه اصلی را در تأمین درآمد یک خانواده دارد و در جوامع سنتی به عنوان سرپرست و تصمیم گیرنده اصلی در خانواده به‌شمار می‌آید. در بیشتر فرهنگ‌های سنتی و نیمه سنتی، مرد وظیفه رهبری و مدیریت را در خانواده داراست.
واژه مردانگی در ادبیات پارسی و فرهنگ ایرانی، هم‌سنگِ جوانمردی است و نماد دلاوری، دادگری، حق‌جویی، ظلم‌ستیزی و پشتیبانی از ستمدیدگان را نیز با خود دارد.

### رنگ
امروزه بیشتر برای مشخص کردن جنس مردانه از رنگ آبی استفاده می‌شود.

### نماد مردان

نماد مارس یا مریخ

نماد مریخ دایره‌ای است که یک فلش در گوشه بالا و سمت راست آن وجود دارد. در متون باستانی نوشته شده این نمادی برای نمایش سپر و شمشیر خدای جنگ است.
از این نماد برای مشخص کردن جنس مذکر، سیاره مریخ و عنصر آهن در شیمی استفاده می‌شود. از این نماد همچنین برای نشان دادن مارس (خدای روم)، آرس (خدای یونان)، لوگوی کارخانه ولوو و سرویس‌های بهداشتی مردان استفاده می‌شود.
مریخ سیاره‌ای سرخ رنگ و مشهور به نماد جنگ است. نماد مریخ وابسته به نماد برج حمل و نشانه فصل بهار و نمایان‌گر آغاز و فصلی نو می‌باشد. همچنین مریخ در راستای برج سرطان است که نمادی برای سقوط و پایان یافتن است. این‌ها باعث می‌شود تا مریخ به نماد آهنگ طبیعی مرگ و زندگی تبدیل شود و از مریخ به عنوان نشان مردانگی، جهد، قدرت، پرخاشگری، احساساتی، متمرکز، هدف‌گرا، مشتاق و با انرژی یاد شود.

## تاریخ
مردان در تاریخ نقش‌های زیادی را ایفا کرده‌اند. پادشاهان بیشتر دولت‌ها را مرد بودند. مردان در کسب و کار نیز در اکثریت قرار داشتند. از ابتدا مردان به دلیل قدرت بدنی بیشتر، صاحب گله‌ها و مشاغل بودند. در میان انسان‌های غارنشین اکثر مردان در شکار و ارتباط با جهان بیرون از غار بودند. در جنگ‌ها میان قبایل و امپراتوری‌ها اکثر سربازان مردان بودند. طبق کتاب صد اکثر افراد اثرگذار در جهان مرد بوده‌اند.
در سال‌های اخیر مفاهیمی مانند فمنیسم و جنبش حقوق مردان برای برابری سازی حقوق میان مردان و زنان پدید آمده است.

## مسائل جنسی

### تجاوز به مردان
دیدگاه جامعه عموماً تجاوز جنسی را جرمی تلقی می‌کند که علیه زنان است اما اخیراً تعداد بالای تجاوز به مردان موضوع بحث‌های اجتماعی شده است. فرد تجاوز کننده می‌تواند مرد یا زن باشد. اغلب مردانی که مورد تجاوز قرار می‌گیرند آن را پنهان می‌کنند زیرا اگر توسط یک مرد به آن‌ها تجاوز شود از طرف جامعه مورد تمسخر قرار می‌گیرند. و اگر هم تجاوز کننده زن باشد، مرد قربانی در صورت شکایت از زن تجاوز کننده حتی احتمال آن وجود دارد که خودش به زندان بیفتد و حتی در صورتی که مرد از خود مقاومتی نشان دهد از طرف دادگاه و جامعه متهم به خشونت علیه زنان می‌شود. دبرا لافاوه معلم زنی بود که به شاگردان پسرش تجاوز کرده بود. دادگاه در نهایت رأی را به نفع وی صادر کرد. موارد زیادی مشاهده شده که در حالتی که زن به مرد تجاوز کند و زن باردار شود، مرد موظف به پرداخت نفقه شده و این موارد حتی برای مردان قربانی که سن آن‌ها زیر سن قانونی هم بوده پیش آمده است.

### روسپی‌گری
همچنین مردان نیز ممکن است به دلایل مختلف، درگیر تن‌فروشی شوند. هرچند که مردان نسبت به زنان، درصد کمتری از روسپیگران را تشکیل می‌دهند.

## نگارخانه

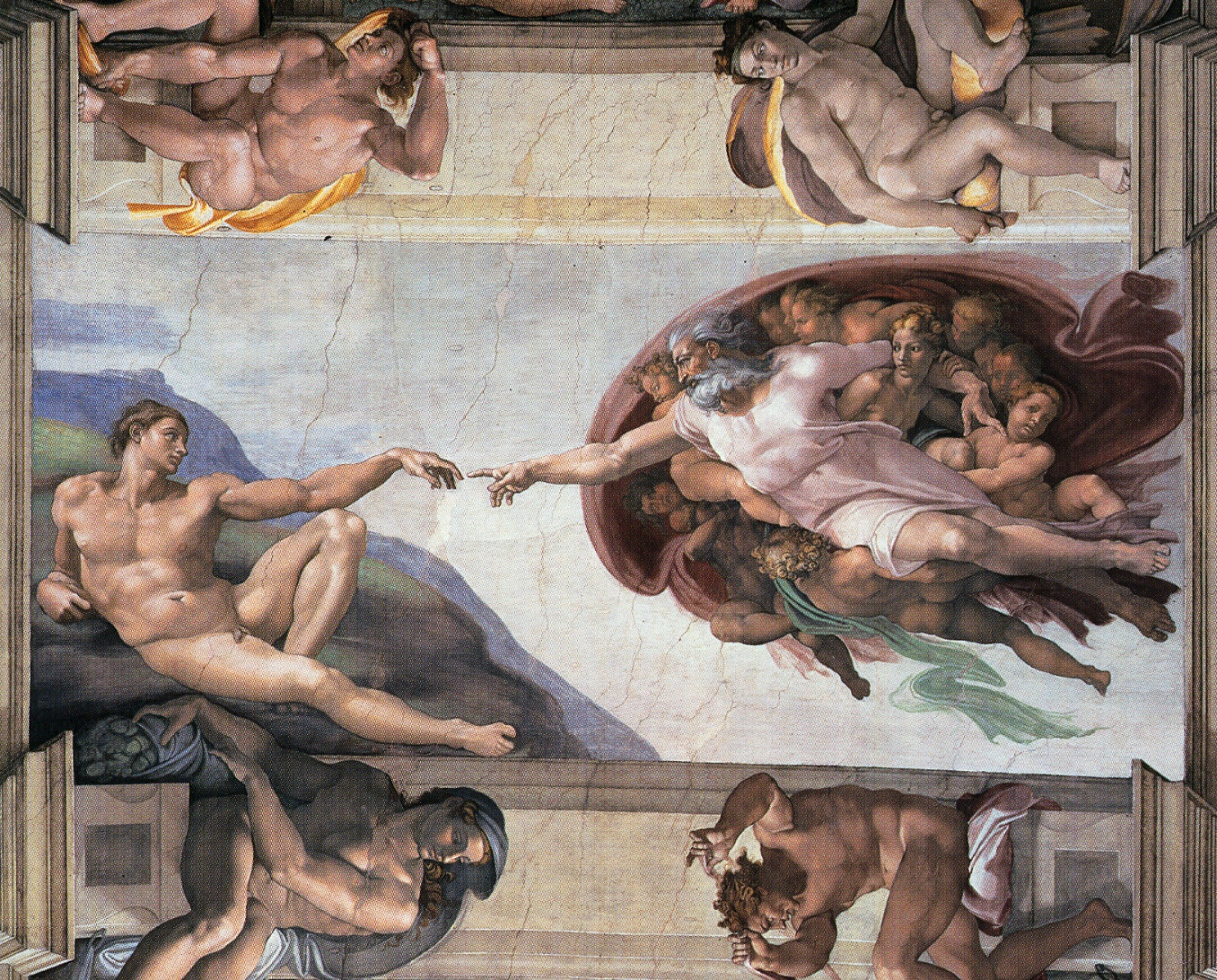
نگاره خدا و آدم، اثر میکل آنژ.
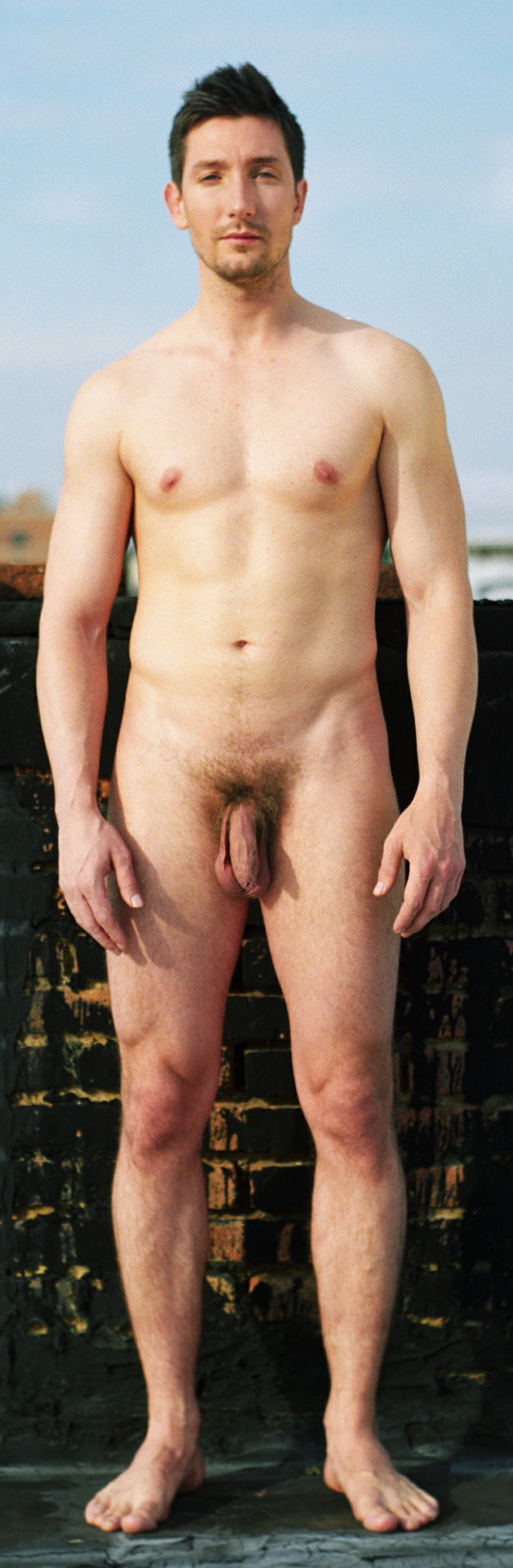
بدن یک مرد
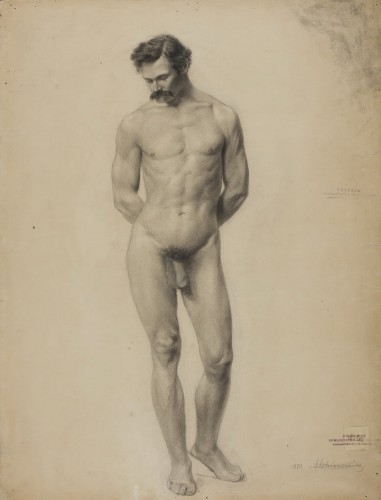
نقاشی یک مرد
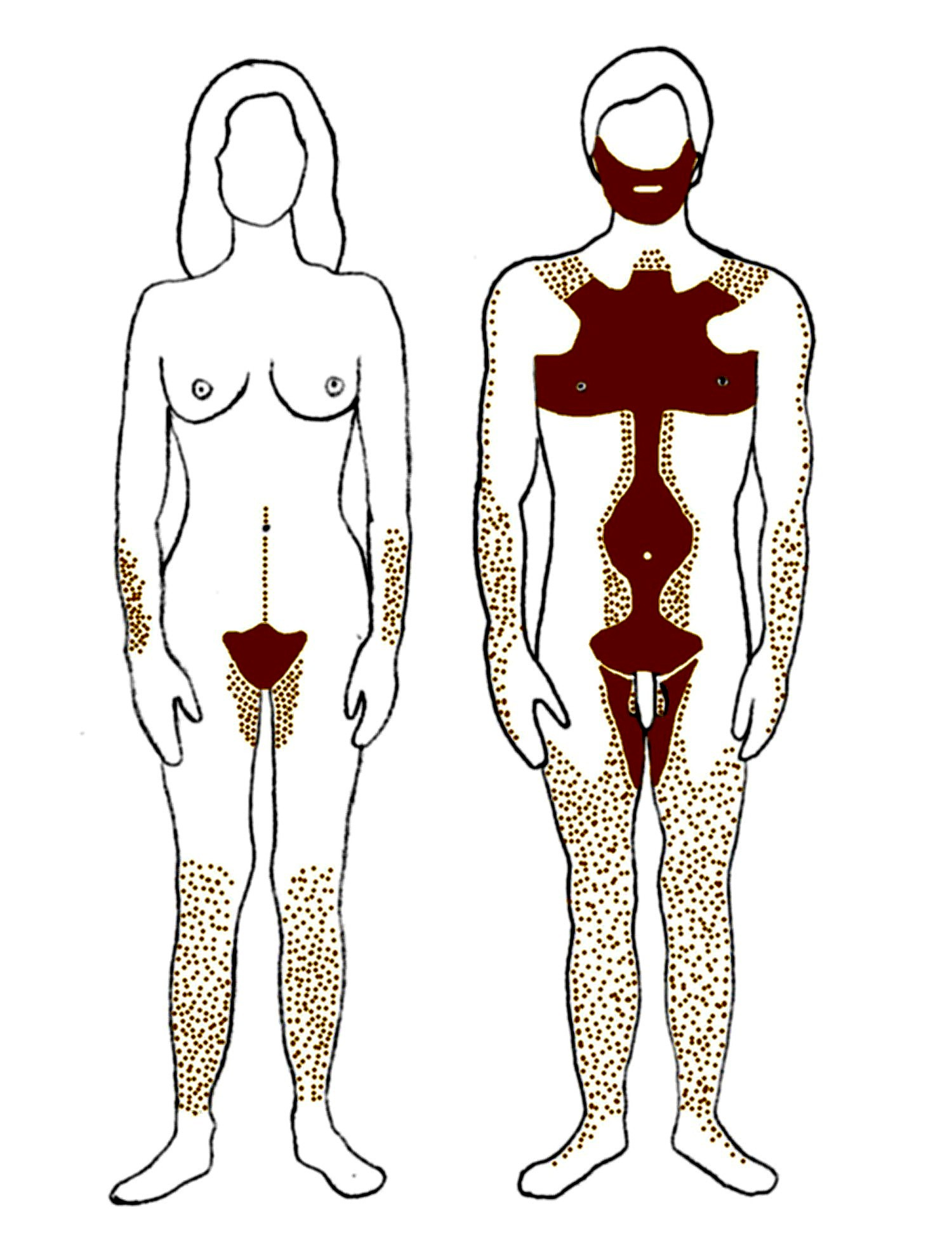
انواع نواحی رشد مو در مرد و زن.
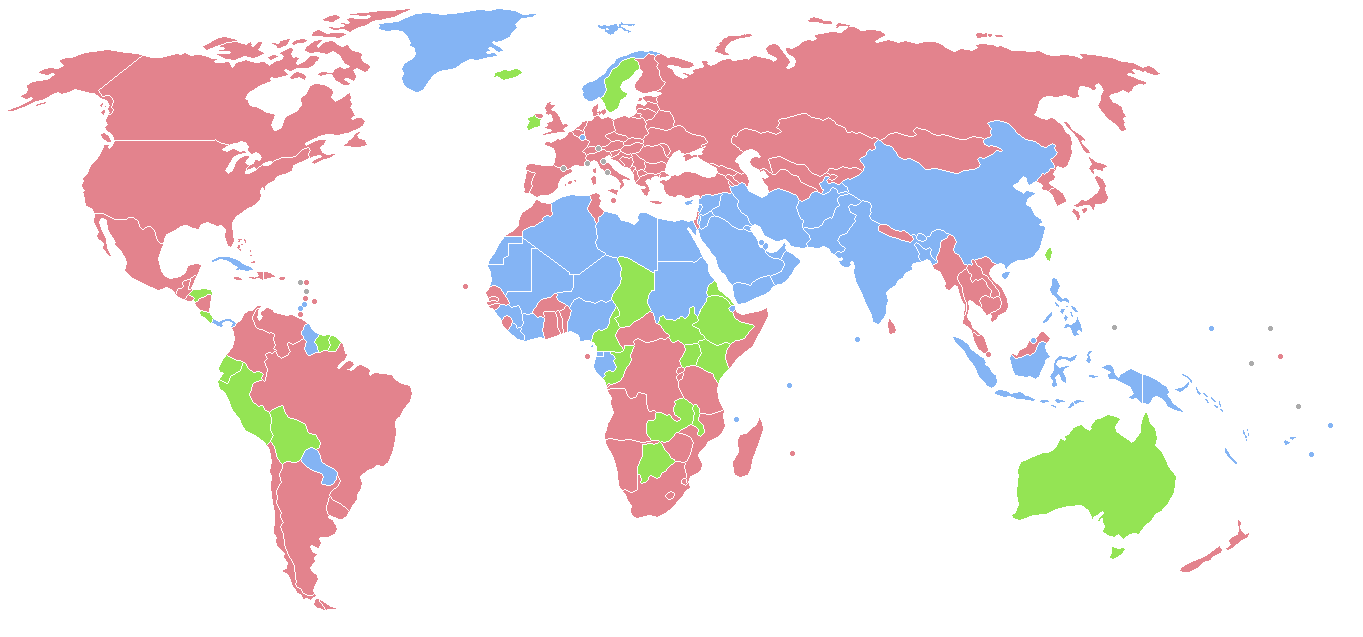
نقشه جهان بر پایه تراکم جنسی؛ زنان در اکثریت (صورتی)، مردان در اکثریت (آبی)، جمعیت برابر (سبز)
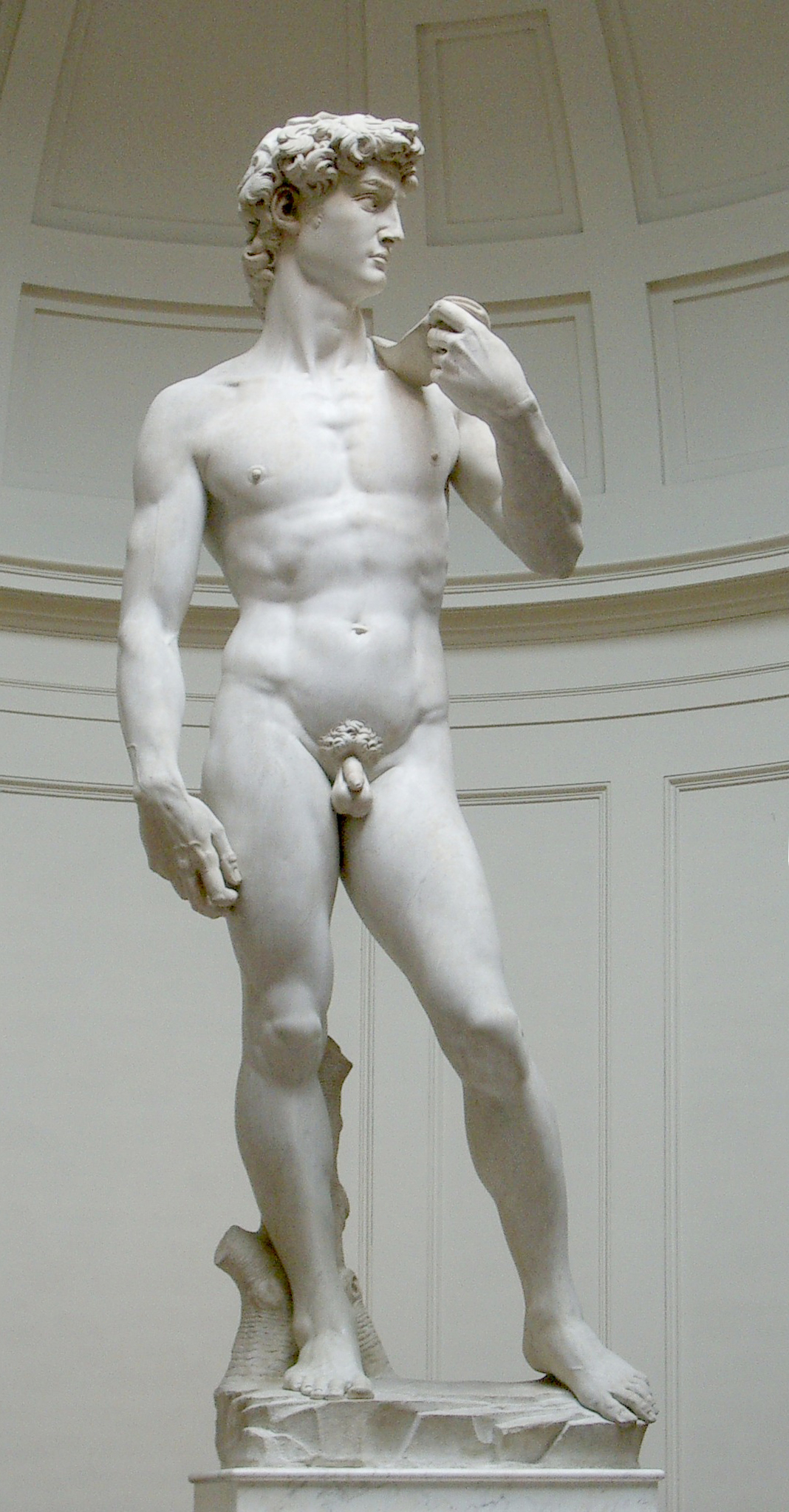
تندیس داوود، اثر میکل آنژ.